# Jonquières (Oise)
Jonquières ist eine französische Gemeinde mit 600 Einwohnern (Stand: 1. Januar 2022) im Département Oise in der Region Hauts-de-France. Sie gehört zum Arrondissement Compiègne und zum Kanton Compiègne-2 (bis 2015: Kanton Compiègne-Sud-Ouest). Die Einwohner werden Jonquièrois genannt.

## Geographie
Jonquières liegt fünf Kilometer westlich von Compiègne. Umgeben wird Jonquières von den Nachbargemeinden Lachelle im Norden, Jaux im Osten, Le Meux im Süden, Longueil-Sainte-Marie im Südwesten, Canly im Westen, Arsy im Westen und Nordwesten sowie Remy im Westen.
Durch die Gemeince führt die Route nationale 31.

## Bevölkerungsentwicklung
| Jahr      | 1962 | 1968 | 1975 | 1982 | 1990 | 1999 | 2006 | 2012 |
| Einwohner | 343  | 327  | 335  | 477  | 512  | 527  | 585  | 600  |

## Sehenswürdigkeiten
- Kirche Saint-Nicolas, Monument historique (siehe auch: Liste der Monuments historiques in Jonquières (Oise))

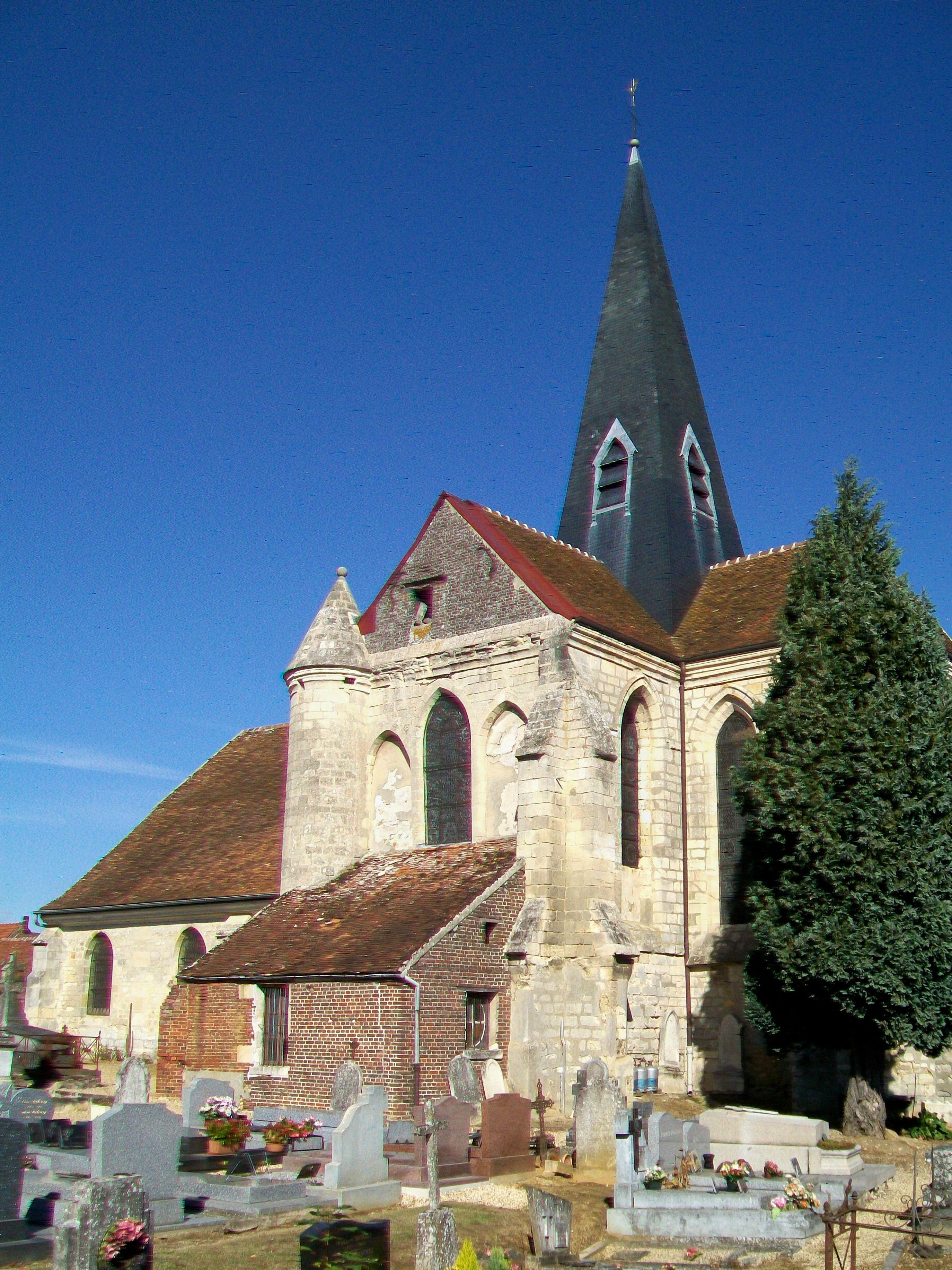
Kirche Saint-Nicolas

- Karmelitenkonvent
- Kapelle Notre-Dame